# Kabinet-Thatcher I
Het kabinet–Thatcher I was de uitvoerende macht van de Britse overheid van 4 mei 1979 tot 11 juni 1983. Het kabinet werd gevormd door de Conservative Party na de verkiezingen van 1979 met Margaret Thatcher de partijleider van de Conservative Party als de eerste vrouwelijke Britse premier. In het kabinet zaten meerdere (toekomstige)-prominenten zoals Geoffrey Howe, Peter Carington, Christopher Soames, Nigel Lawson, Michael Heseltine, Norman Fowler, Arthur Cockfield en Leon Brittan. Het kabinet diende tijdens het einde van de turbulente jaren 70 en het begin van de hectische jaren 80 en kreeg te maken met grote veranderingen in de samenleving zoals, een recessie in 1981, de Falklandoorlog, mijnwerkersstakingen en conflicten met de vakbonden.

## Samenstelling
| Ambtsbekleder                                                           | Ambtsbekleder      | Ambtsbekleder                                             | Functie(s)                                    | Ambtstermijn      | Ambtstermijn      | Partij(en)         |
| ----------------------------------------------------------------------- | ------------------ | --------------------------------------------------------- | --------------------------------------------- | ----------------- | ----------------- | ------------------ |
|                                                                         | Margaret Thatcher  | Margaret Thatcher (1925–2013)                             | Premier                                       | 4 mei 1979        | 28 november 1990  | Conservative Party |
|                                                                         |                    | Willie Whitelaw (1918–1999)                               | Vicepremier                                   | 4 mei 1979        | 10 januari 1988   | Conservative Party |
| Minister van Binnenlandse Zaken                                         | 11 juni 1983       | Willie Whitelaw (1918–1999)                               |                                               | 4 mei 1979        |                   | Conservative Party |
|                                                                         | Geoffrey Howe      | Sir Geoffrey Howe (1926–2015)                             | Minister van Financiën                        | 4 mei 1979        | 11 juni 1983      | Conservative Party |
|                                                                         | Peter Carington    | Baron Carrington Peter Carington (1919–2018)              | Minister van Buitenlandse Zaken               | 4 mei 1979        | 6 april 1982      | Conservative Party |
|                                                                         | Francis Pym        | Francis Pym (1922–2008)                                   | Minister van Buitenlandse Zaken               | 6 april 1982      | 11 juni 1983      | Conservative Party |
|                                                                         | Christopher Soames | Baron Soames Christopher Soames (1920–1987)               | Lord President of the Council                 | 4 mei 1979        | 14 september 1981 | Conservative Party |
|                                                                         | Francis Pym        | Francis Pym (1922–2008)                                   | Lord President of the Council                 | 14 september 1981 | 6 april 1982      | Conservative Party |
|                                                                         |                    | John Biffen (1930–2007)                                   | Lord President of the Council                 | 6 april 1982      | 11 juni 1983      | Conservative Party |
|                                                                         |                    | Norman St John-Stevas (1929–2012)                         | Leader of the House of Commons                | 4 mei 1979        | 5 januari 1981    | Conservative Party |
|                                                                         | Francis Pym        | Francis Pym (1922–2008)                                   | Leader of the House of Commons                | 5 januari 1981    | 6 april 1982      | Conservative Party |
|                                                                         |                    | John Biffen (1930–2007)                                   | Leader of the House of Commons                | 6 april 1982      | 13 juni 1987      | Conservative Party |
|                                                                         | Christopher Soames | Baron Soames Christopher Soames (1920–1987)               | Leader of the House of Lords                  | 4 mei 1979        | 14 september 1981 | Conservative Party |
|                                                                         |                    | Baroness Young Janet Young (1926–2002)                    | Leader of the House of Lords                  | 14 september 1981 | 11 juni 1983      | Conservative Party |
|                                                                         |                    | Sir Ian Gilmour (1926–2007)                               | Lord Privy Seal                               | 4 mei 1979        | 14 september 1981 | Conservative Party |
|                                                                         |                    | Humphrey Atkins (1922–1996)                               | Lord Privy Seal                               | 14 september 1981 | 6 april 1982      | Conservative Party |
|                                                                         |                    | Baroness Young Janet Young (1926–2002)                    | Lord Privy Seal                               | 6 april 1982      | 11 juni 1983      | Conservative Party |
|                                                                         | Quintin Hogg       | Baron Hailsham van St Marylebone Quintin Hogg (1907–2001) | Lord Chancellor                               | 4 mei 1979        | 13 juni 1987      | Conservative Party |
|                                                                         | John Nott          | John Nott (1932–2024)                                     | Minister van Handel                           | 4 mei 1979        | 5 januari 1981    | Conservative Party |
|                                                                         |                    | John Biffen (1930–2007)                                   | Minister van Handel                           | 5 januari 1981    | 6 april 1982      | Conservative Party |
|                                                                         |                    | Baron Cockfield Arthur Cockfield (1916–2007)              | Minister van Handel                           | 6 april 1982      | 11 juni 1983      | Conservative Party |
|                                                                         |                    | Sir Keith Joseph (1918–1994)                              | Minister van Industrie                        | 4 mei 1979        | 14 september 1981 | Conservative Party |
|                                                                         |                    | Patrick Jenkin (1926–2016)                                | Minister van Industrie                        | 14 september 1981 | 11 juni 1983      | Conservative Party |
|                                                                         | Francis Pym        | Francis Pym (1922–2008)                                   | Minister van Defensie                         | 4 mei 1979        | 5 januari 1981    | Conservative Party |
|                                                                         | John Nott          | John Nott (1932–2024)                                     | Minister van Defensie                         | 5 januari 1981    | 5 januari 1983    | Conservative Party |
|                                                                         |                    | Michael Heseltine (1933)                                  | Minister van Defensie                         | 5 januari 1983    | 7 januari 1986    | Conservative Party |
|                                                                         |                    | Patrick Jenkin (1926–2018)                                | Minister van Volksgezondheid en Sociale Zaken | 4 mei 1979        | 14 september 1981 | Conservative Party |
|                                                                         | Norman Fowler      | Norman Fowler (1938)                                      | Minister van Volksgezondheid en Sociale Zaken | 14 september 1981 | 13 juni 1987      | Conservative Party |
|                                                                         |                    | Jim Prior (1927–2016)                                     | Minister van Arbeid                           | 4 mei 1979        | 14 september 1981 | Conservative Party |
|                                                                         | Norman Tebbit      | Norman Tebbit (1931)                                      | Minister van Arbeid                           | 14 september 1981 | 16 oktober 1983   | Conservative Party |
|                                                                         |                    | Mark Carlisle (1929–2005)                                 | Minister van Onderwijs                        | 4 mei 1979        | 14 september 1981 | Conservative Party |
|                                                                         |                    | Sir Keith Joseph (1918–1994)                              | Minister van Onderwijs                        | 14 september 1981 | 21 mei 1986       | Conservative Party |
|                                                                         | Norman Fowler      | Norman Fowler (1938)                                      | Minister van Transport                        | 4 mei 1979        | 14 september 1981 | Conservative Party |
|                                                                         | David Howell       | David Howell (1936)                                       | Minister van Transport                        | 14 september 1981 | 11 juni 1983      | Conservative Party |
|                                                                         |                    | Peter Walker (1932–2010)                                  | Minister van Landbouw, Visserij en Voedsel    | 4 mei 1979        | 11 juni 1983      | Conservative Party |
|                                                                         |                    | Michael Heseltine (1933)                                  | Minister van Milieu                           | 4 mei 1979        | 5 januari 1981    | Conservative Party |
|                                                                         | Tom King           | Tom King (1933)                                           | Minister van Milieu                           | 5 januari 1981    | 11 juni 1983      | Conservative Party |
|                                                                         |                    | Norman St John-Stevas (1929–2012)                         | Kanselier van het Hertogdom Lancaster         | 4 mei 1979        | 5 januari 1981    | Conservative Party |
|                                                                         | Francis Pym        | Francis Pym (1922–2008)                                   | Kanselier van het Hertogdom Lancaster         | 5 januari 1981    | 14 september 1981 | Conservative Party |
|                                                                         |                    | Baroness Young Janet Young (1926–2002)                    | Kanselier van het Hertogdom Lancaster         | 14 september 1981 | 6 april 1982      | Conservative Party |
|                                                                         |                    | Cecil Parkinson (1931–2016)                               | Kanselier van het Hertogdom Lancaster         | 6 april 1982      | 11 juni 1983      | Conservative Party |
|                                                                         | David Howell       | David Howell (1936)                                       | Minister van Energie                          | 4 mei 1979        | 14 september 1981 | Conservative Party |
|                                                                         | Nigel Lawson       | Nigel Lawson (1932–2023)                                  | Minister van Energie                          | 14 september 1981 | 11 juni 1983      | Conservative Party |
|                                                                         | George Younger     | George Younger (1931–2003)                                | Minister voor Schotland                       | 4 mei 1979        | 11 januari 1986   | Conservative Party |
|                                                                         |                    | Nicholas Edwards (1934–2018)                              | Minister voor Wales                           | 4 mei 1979        | 13 juni 1987      | Conservative Party |
|                                                                         |                    | Humphrey Atkins (1922–1996)                               | Minister voor Noord-Ierland                   | 4 mei 1979        | 14 september 1981 | Conservative Party |
|                                                                         |                    | Jim Prior (1927–2016)                                     | Minister voor Noord-Ierland                   | 14 september 1981 | 11 september 1984 | Conservative Party |
| Formeel geen leden van het kabinet, maar woonde kabinetsvergadering bij |                    |                                                           |                                               |                   |                   |                    |
| Ambtsbekleder                                                           | Ambtsbekleder      | Ambtsbekleder                                             | Functie(s)                                    | Ambtstermijn      | Ambtstermijn      | Partij(en)         |
|                                                                         |                    | John Biffen (1930–2007)                                   | Onderminister voor Financiën                  | 4 mei 1979        | 5 januari 1981    | Conservative Party |
|                                                                         | Leon Brittan       | Leon Brittan (1939–2015)                                  | Onderminister voor Financiën                  | 5 januari 1981    | 11 juni 1983      | Conservative Party |
|                                                                         |                    | Sir Michael Havers (1923–1992)                            | Advocaat-generaal                             | 4 mei 1979        | 13 juni 1987      | Conservative Party |
|                                                                         |                    | Angus Maude (1913–1993)                                   | Thesaurier- Generaal                          | 4 mei 1979        | 5 januari 1981    | Conservative Party |
|                                                                         | Francis Pym        | Francis Pym (1922–2008)                                   | Thesaurier- Generaal                          | 5 januari 1981    | 14 september 1981 | Conservative Party |
|                                                                         |                    | Cecil Parkinson (1931–2016)                               | Thesaurier- Generaal                          | 14 september 1981 | 11 juni 1983      | Conservative Party |
|                                                                         |                    | Michael Jopling (1930)                                    | Onderstaats- secretaris voor Financiën        | 4 mei 1979        | 11 juni 1983      | Conservative Party |
| Chief Whip in het Lagerhuis                                             |                    | Michael Jopling (1930)                                    |                                               | 4 mei 1979        | 11 juni 1983      | Conservative Party |

Russell I ·
Smith-Stanley I ·
Hamilton-Gordon ·
Temple I ·
Smith-Stanley II ·
Temple II ·
Russell II ·
Smith-Stanley III ·
Disraeli I ·
Gladstone I ·
Disraeli II ·
Gladstone II ·
Gascoyne-Cecil I ·
Gladstone III ·
Gascoyne-Cecil II ·
Gladstone IV ·
Primrose ·
Gascoyne-Cecil III ·
Gascoyne-Cecil IV ·
Balfour ·
Campbell-Bannerman ·
Asquith I ·
Asquith II ·
Asquith III ·
Asquith IV ·
Lloyd George I ·
Lloyd George II ·
Law ·
Baldwin I ·
MacDonald I ·
Baldwin II ·
MacDonald II ·
MacDonald III ·
MacDonald IV ·
Baldwin III ·
Chamberlain I ·
Chamberlain II ·
Churchill I ·
Churchill II ·
Attlee I ·
Attlee II ·
Churchill III ·
Eden ·
Macmillan I ·
Macmillan II ·
Douglas-Home ·
Wilson I ·
Wilson II ·
Heath ·
Wilson III ·
Callaghan ·
Thatcher I ·
Thatcher II ·
Thatcher III ·
Major I ·
Major II ·
Blair I ·
Blair II ·
Blair III ·
Brown ·
Cameron I ·
Cameron II ·
May I ·
May II ·
Johnson I ·
Johnson II ·
Truss ·
Sunak ·
Starmer